# Municipio de Uruapan
El municipio de Uruapan es uno de los 113 municipios en que se encuentra dividido el estado mexicano de Michoacán de Ocampo. Es el segundo municipio más poblado del estado, situado en el centro-occidente del territorio y su cabecera es la ciudad de Uruapan del Progreso.

## Geografía
El municipio de Uruapan se localiza en la zona centro-occidente del estado de Michoacán, tiene una extensión territorial total de 954.17 kilómetros cuadrados que equivalen al 1,62% de la extensión total del estado. Sus límites son al norte con el municipio de Charapan, el municipio de Paracho y el municipio de Nahuatzen; al este con el municipio de Tingambato, al municipio de Ziracuaretiro y el municipio de Taretan; al sureste con el municipio de Nuevo Urecho; al sur con el municipio de Gabriel Zamora y el municipio de Parácuaro; al oeste con el municipio de Nuevo Parangaricutiro, con el municipio de Peribán, con el municipio de Tancítaro y con el municipio de Los Reyes.

### Orografía e hidrografía

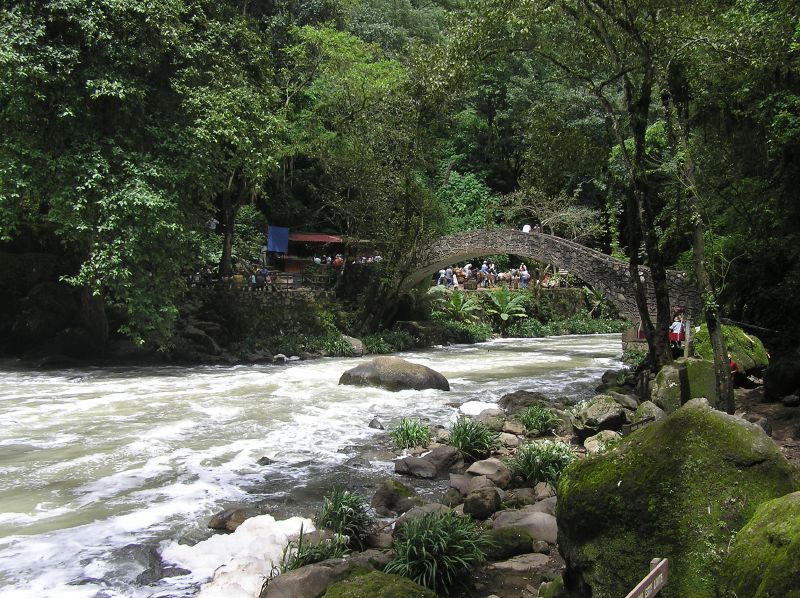
Río Cupatitzio.

El municipio se encuentra totalmente inmerso en el Eje Neovolcánico Transversal, por lo que su territorio es accidentado y montañoso, destacando los cerros Charanda, la Cruz, Jicalán y Magdalena, hacia el oeste, y ya fuera del municipio se encuentra el volcán Pico de Tancítaro, la mayor elevación del estado.
El Municipio de Uruapan se encuentra a una altitud sobre el nivel del mar de 417,9 metros como mínima y una altura máxima de 3340 m s. n. m.
La principal corriente del municipio es el río Cupatitzio, que nace en el territorio y fluye en sentido norte a sur, existen además los embalses de Caltzontzin, Salto Escondido y Cupatitzio y una cascada conocida como La Tzaráracua. Todo el territorio del municipio con excepción de su extremo más occidental, forma parte de la Cuenca del río Tepalcatepec-Infiernillo y el extremo oeste a la Cuenca del río Tepalcatepec, ambas forman parte de la Región hidrológica Balsas.

### Clima y precipitación
El clima del municipio de Uruapan es uno de los más variados del estado de Michoacán pues se ve influenciado por las diferencias de altitud en el terreno, existen cinco tipos diferentes de clima. La zona norte tiene un clima Templado subhúmedo con lluvias en verano, en la zona central del municipio, la más elevada, tiene un clima Templado húmedo con abundantes lluvias en verano, en la misma zona central otro sector tiene clima Semicálido húmedo con abundantes lluvias en verano, hacia el sur otra zona registra clima Semicálido subhúmedo con lluvias en verano y finalmente en el extremo sur del municipio el clima es clasificado como Cálido subhúmedo con lluvias en verano. La temperatura media anual del territorio también se encuentra dividida en tres zonas, la zona norte del municipio tiene un rango de 12 a 16 °C, la zona centro y sur tiene un promedio entre 22 y 28 °C, y finalmente dos porciones del extremo sur registran de 29 a 34 °C; el centro del municipio de Uruapan es una de las zonas que registran mayor promedio pluvial anual en el estado de Michoacán, superando los 1500 mm al año, hacia el norte y sur de esta zona el promedio va de 1200 a 1500 mm, y hacia el sur se suceden dos zonas más, donde el promedio es de 1000 a 1200 mm y de 800 a 1000 mm.
| Parámetros climáticos promedio de Uruapan sur (Uruapan-Lombardia) (775 m s. n. m.) | Parámetros climáticos promedio de Uruapan sur (Uruapan-Lombardia) (775 m s. n. m.) | Parámetros climáticos promedio de Uruapan sur (Uruapan-Lombardia) (775 m s. n. m.) | Parámetros climáticos promedio de Uruapan sur (Uruapan-Lombardia) (775 m s. n. m.) | Parámetros climáticos promedio de Uruapan sur (Uruapan-Lombardia) (775 m s. n. m.) | Parámetros climáticos promedio de Uruapan sur (Uruapan-Lombardia) (775 m s. n. m.) | Parámetros climáticos promedio de Uruapan sur (Uruapan-Lombardia) (775 m s. n. m.) | Parámetros climáticos promedio de Uruapan sur (Uruapan-Lombardia) (775 m s. n. m.) | Parámetros climáticos promedio de Uruapan sur (Uruapan-Lombardia) (775 m s. n. m.) | Parámetros climáticos promedio de Uruapan sur (Uruapan-Lombardia) (775 m s. n. m.) | Parámetros climáticos promedio de Uruapan sur (Uruapan-Lombardia) (775 m s. n. m.) | Parámetros climáticos promedio de Uruapan sur (Uruapan-Lombardia) (775 m s. n. m.) | Parámetros climáticos promedio de Uruapan sur (Uruapan-Lombardia) (775 m s. n. m.) | Parámetros climáticos promedio de Uruapan sur (Uruapan-Lombardia) (775 m s. n. m.) |
| Mes                                                                                | Ene.                                                                               | Feb.                                                                               | Mar.                                                                               | Abr.                                                                               | May.                                                                               | Jun.                                                                               | Jul.                                                                               | Ago.                                                                               | Sep.                                                                               | Oct.                                                                               | Nov.                                                                               | Dic.                                                                               | Anual                                                                              |
| ---------------------------------------------------------------------------------- | ---------------------------------------------------------------------------------- | ---------------------------------------------------------------------------------- | ---------------------------------------------------------------------------------- | ---------------------------------------------------------------------------------- | ---------------------------------------------------------------------------------- | ---------------------------------------------------------------------------------- | ---------------------------------------------------------------------------------- | ---------------------------------------------------------------------------------- | ---------------------------------------------------------------------------------- | ---------------------------------------------------------------------------------- | ---------------------------------------------------------------------------------- | ---------------------------------------------------------------------------------- | ---------------------------------------------------------------------------------- |
| Temp. máx. abs. (°C)                                                               | 34                                                                                 | 39                                                                                 | 36                                                                                 | 39                                                                                 | 46                                                                                 | 40                                                                                 | 38                                                                                 | 37                                                                                 | 39                                                                                 | 36                                                                                 | 35                                                                                 | 35                                                                                 | 46                                                                                 |
| Temp. máx. media (°C)                                                              | 31                                                                                 | 33                                                                                 | 34                                                                                 | 36                                                                                 | 37                                                                                 | 34                                                                                 | 31                                                                                 | 31                                                                                 | 31                                                                                 | 32                                                                                 | 32                                                                                 | 31                                                                                 | 37                                                                                 |
| Temp. mín. media (°C)                                                              | 15                                                                                 | 15                                                                                 | 16                                                                                 | 18                                                                                 | 20                                                                                 | 20                                                                                 | 21                                                                                 | 20                                                                                 | 19                                                                                 | 18                                                                                 | 16                                                                                 | 15                                                                                 | 17.8                                                                               |
| Temp. mín. abs. (°C)                                                               | 2                                                                                  | 2                                                                                  | 1                                                                                  | 7                                                                                  | 7                                                                                  | 9                                                                                  | 4                                                                                  | 4                                                                                  | 9                                                                                  | 7                                                                                  | 7.5                                                                                | -1                                                                                 | -1                                                                                 |
| Precipitación total (mm)                                                           | 10                                                                                 | 0                                                                                  | 0                                                                                  | 0                                                                                  | 10                                                                                 | 140                                                                                | 220                                                                                | 180                                                                                | 180                                                                                | 70                                                                                 | 10                                                                                 | 0                                                                                  | 810                                                                                |
| Fuente: Servicio Meteorológico Nacional 8 de junio de 2008                         |                                                                                    |                                                                                    |                                                                                    |                                                                                    |                                                                                    |                                                                                    |                                                                                    |                                                                                    |                                                                                    |                                                                                    |                                                                                    |                                                                                    |                                                                                    |

### Flora y fauna
- Flora: Un muy importante sector del territorio de Uruapan, principalmente hacia el centro y norte, se dedican a la agricultura, especialmente a la siembra del aguacate.  Y por eso es llamada la capital mundial del aguacate, el cual se exporta a países como Estados Unidos, Centro y Suda América, Japón y China entre otros.  En el resto del municipio, encuentramos bosque, en el que en las zonas más elevadas se encuentran pino y encino y ya en la parte sur y en la más baja, pegada a Tierra Caliente la flora es muy parecida a Tierra Caliente poca precipitación y más escasa vegetación que el Norte ya no hay pino solo hayamos especies como parota, guaje, Mezquite, Nopales, cascalote y cirián.[11]
- Fauna: Su fauna incluye principalmente al coyote, zorrillo, venado, zorra, gato montés, jaguarundi, puma, cacomixtle, liebre, armadillo, tlacuache, conejo, pato, torcaza y chachalaca, golondrina, jilgero, gorrión,  águila,  aguililla, gavilán, alicante, alacrán. En la zona centro-sur también podemos hallar especies de Tierra Caliente  tal como alacrán, escorpión, besuconas, Hemidactylus frenatus [cita requerida],, serpiente de cascabel, cuiniques, entre otros.

## Demografía
De acuerdo con los resultados del Censo General de Población y Vivienda de 2020 del Instituto Nacional de Estadística y Geografía, el municipio de Uruapan tiene una población total de 356 786 habitantes, de los cuales 172 310 son hombres y 184 476 son mujeres.

### Localidades
En el censo de 2020 el municipio de Uruapan contaba con 232 localidades.
| Código INEGI      | Localidad            | Población (2020) |
| ----------------- | -------------------- | ---------------- |
| 161020001         | Uruapan del Progreso | 299 523          |
| 161020057         | Angahuan             | 6 727            |
| 161020063         | Capácuaro            | 6 581            |
| 161020061         | Caltzontzin          | 6 055            |
| 161020106         | San Lorenzo          | 4 975            |
| 161020119         | Toreo Bajo           | 4 250            |
| 161020090         | Nuevo Zirosto        | 2 809            |
| 161020081         | Jicalán              | 2 211            |
| 161020070         | Corupo               | 2 099            |
| 161020123         | Santa Ana Zirosto    | 2 022            |
| 161020082         | Jucutácato           | 1 753            |
| 161020154         | El Arroyo Colorado   | 1 198            |
| 161020118         | Toreo Alto           | 1 164            |
| 161020071         | Cutzato              | 1 091            |
| Otras localidades | Otras localidades    | 14 328           |
| Total municipal   | Total municipal      | 356 786          |

## Política
El gobierno del municipio le corresponde al ayuntamiento, el cual está integrado por el presidente Municipal, un síndico y el cabildo compuesto por 12 regidores, 7 electos por mayoría relativa y 5 por el principio de representación proporcional. El ayuntamiento es electo por un periodo de tres años no renovable, hasta hace algunos años, pero ahora es posible la reelección de un periodo inmediato, e indefinidas veces de manera no continua, entrando a ejercer su cargo el día 1 de enero del año siguiente a la elección.

### Subdivisión administrativa
El municipio se divide para su administración interior en nueve jefaturas de tenencia y en cuarenta y seis encargados de orden, todos ellos son electos mediante plebiscito popular y duran en su encargo tres años.

### Representación legislativa
Para la elección de diputados locales al Congreso local y de diputados federales a la Cámara de Diputados, el municipio de Uruapan se encuentra integrado en los siguientes distritos electorales:
Local:
- XIV Distrito Electoral Local de Michoacán con cabecera en Uruapan.[16]
- XX Distrito Electoral Local de Michoacán con cabecera en Uruapan.[17]

Federal:
- IX Distrito Electoral Federal de Michoacán con cabecera en Uruapan.[18]

### Presidentes municipales
En negrita los electos, en cursiva los interinos o encargados de despacho.
- (1991 - 1994):  Agustín Martínez Maldonado
- (1994 - 1997):  José Robledo Estrada
- (1997 - 2000):  Jesús María Dóddoli Murguía
- (2000 - 2003):  Juan Rafael Elvira Quesada
- (2003 - 2006):  Jesús María Dóddoli Murguía (Segundo mandato)
- (2006 - 2009):  Marco Antonio Lagunas Vázquez
- (2009 - 2012):  Antonio González Rodríguez

1. - (2009 - 2010):  Jesús María Dóddoli Murguía (Encargado de despacho)
2. - (2010 - 2012):  Antonio González Rodríguez (Retomó mandato)

- (2012 - 2015):  Aldo Macías Alejandres
- (2015 - 2018):  Víctor Manríquez González
- (2018 - 2021):  Víctor Manríquez González (Segundo Mandato)

1. - (2020 - 2021):  Miguel Ángel Paredes Melgoza (Encargado de despacho)
2. - (2021):  Luis Manuel Magaña Magaña (Encargado de despacho)

- (2021 - 2024):  Ignacio Campos Equihua

1. - (2024)   Alelí Sesángari Chávez Aniceto (Encargado de despacho)
2. - (2024):  Ignacio Campos Equihua (Retomó mandato)

- (2024-2027)  Carlos Alberto Manzo Rodríguez